# Залив Десёнка (станция метро)
«Зали́в Десёнка» (укр. «Зато́ка Десе́нка») — строящаяся станция первой очереди Подольско-Вигуровской линии Киевского метрополитена. Согласно проекту будет расположена на левом берегу Днепра на эстакаде Подольского мостового перехода на территории урочища Горбачиха (уже существует в конструкциях). По конструкции аналогична станциям «Судостроительная» и «Труханов остров».
По состоянию на середину 2025 года продолжается строительство Подольского мостового перехода.  Открытие станции планируется в перспективе, после сооружения в окрестностях станции жилого района на месте Русановских садов.